# Wang Bo

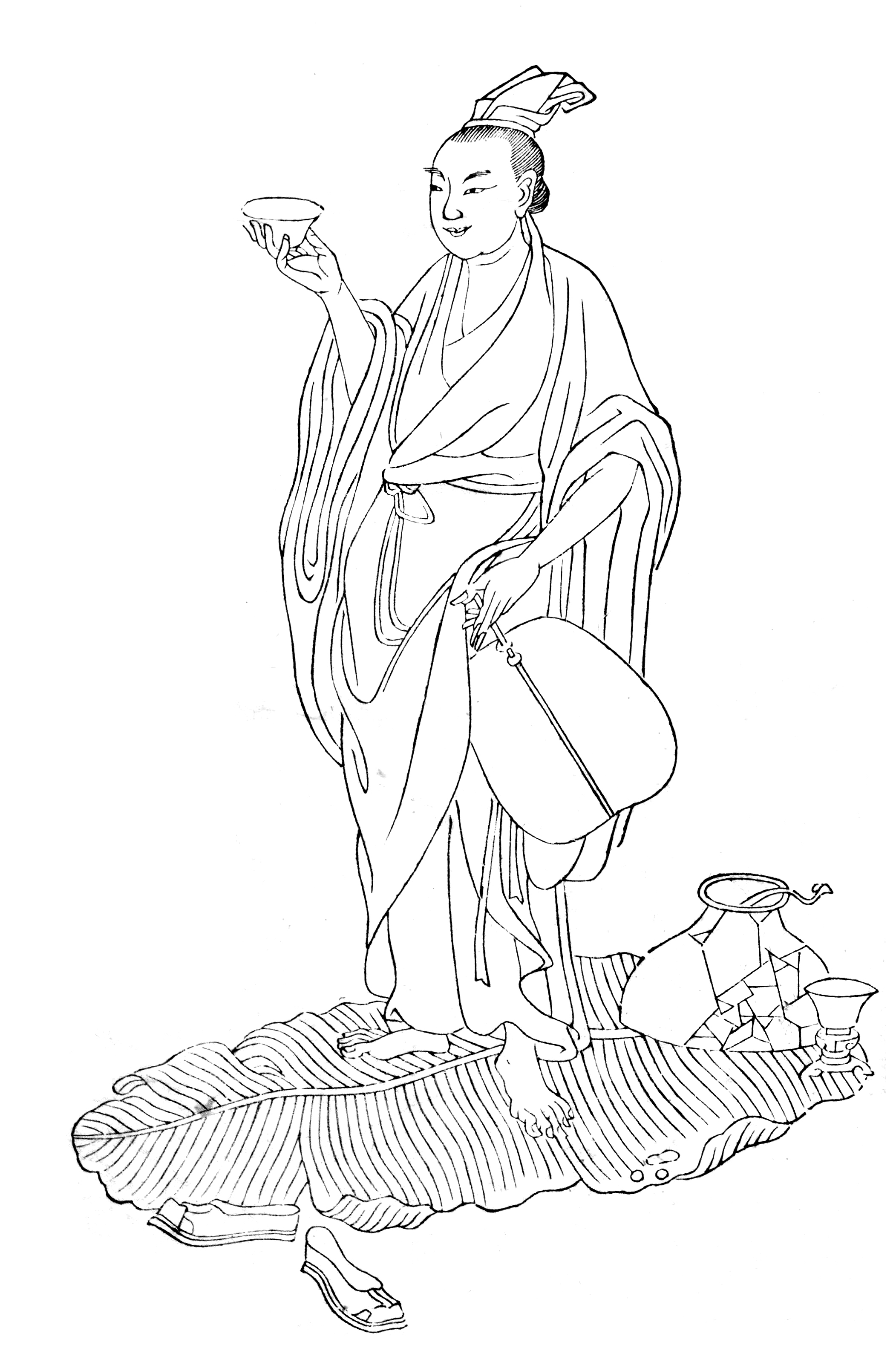
Representación de Wang Bo

Wang Bo 王勃 (650-676), alias Wang Zi'an 子安, es un poeta chino de la dinastía Tang.
Originario de Kiang-tcheou, en Jiangxi, fue bachiller a los 9 años y aún de joven ocupó altos cargos, pero se retiró para ocuparse enteramente a la literatura.
- Datos: Q1275321
- Multimedia: Wang Bo / Q1275321